# Cordiste

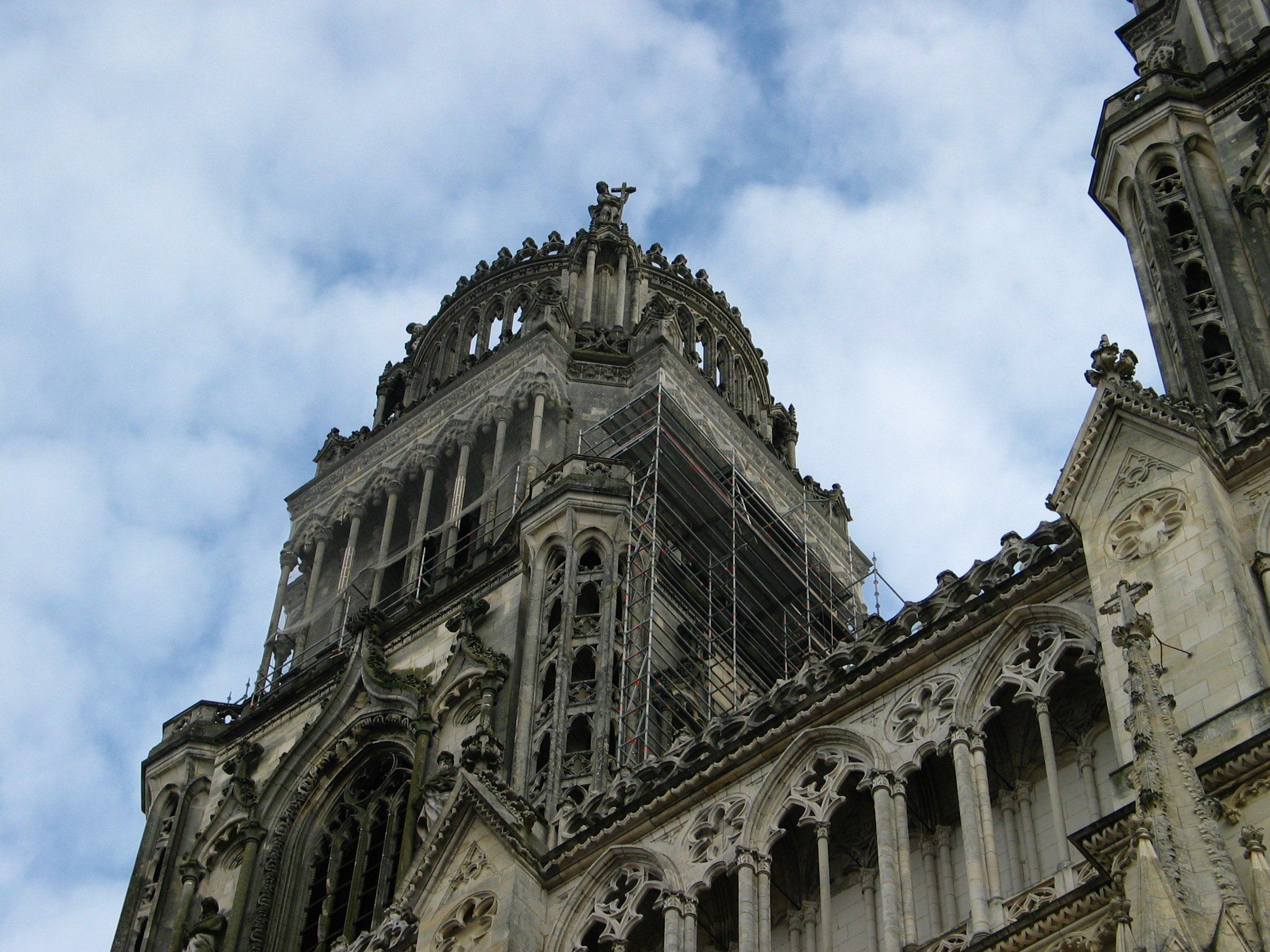
Échafaudage mis en place par des cordistes sur une cathédrale

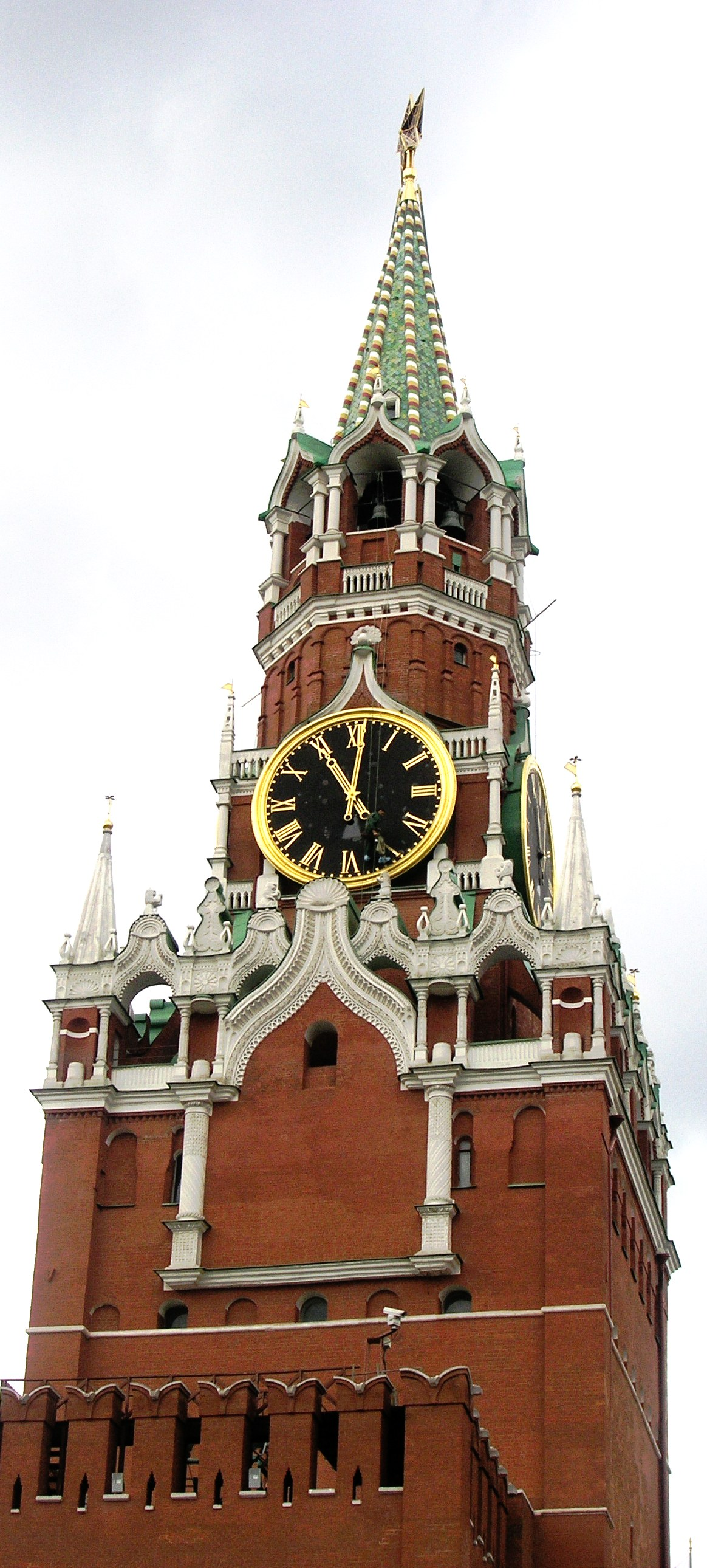
Sur une tour horloge

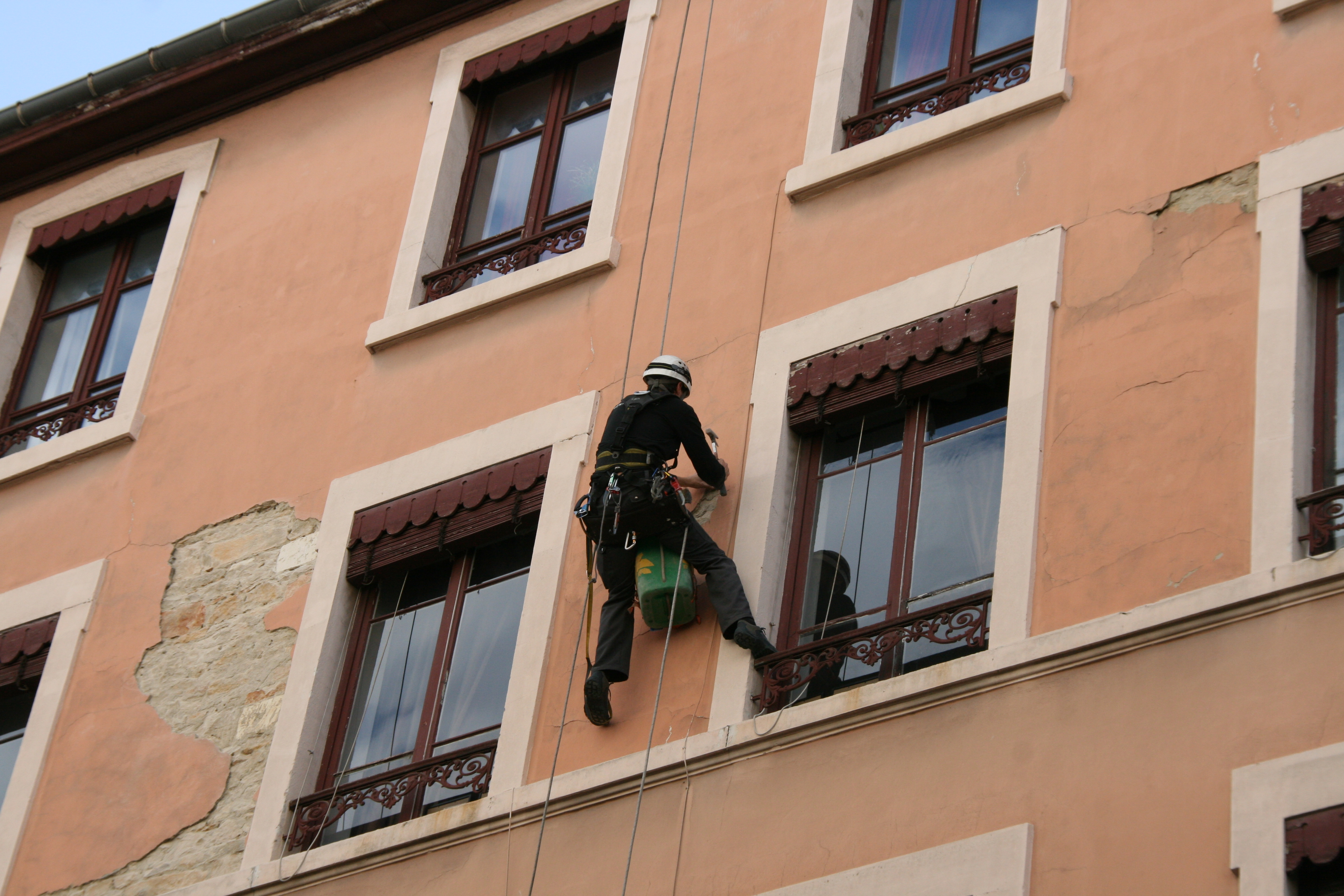
Technicien cordiste purge

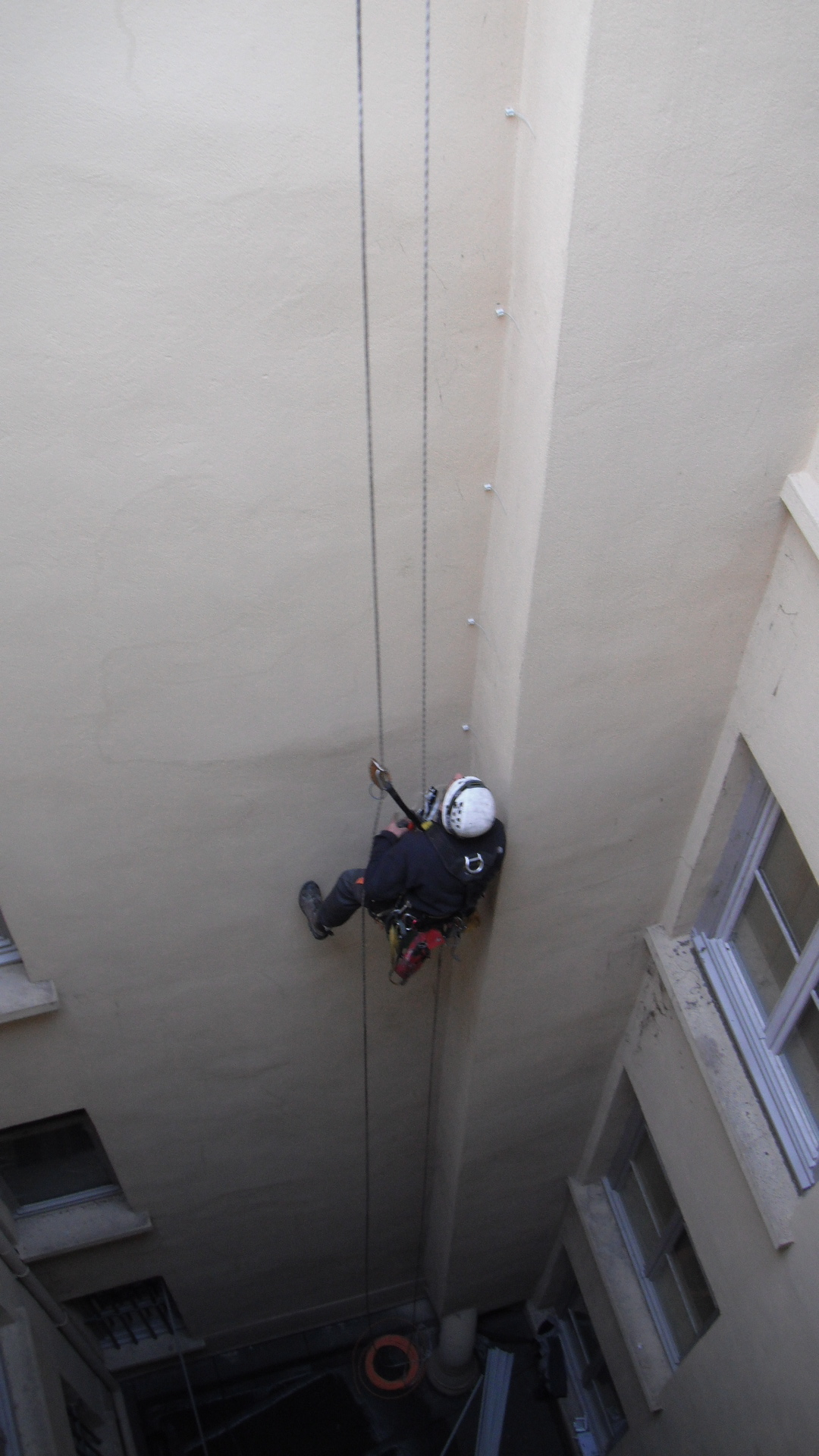
Installation de colliers

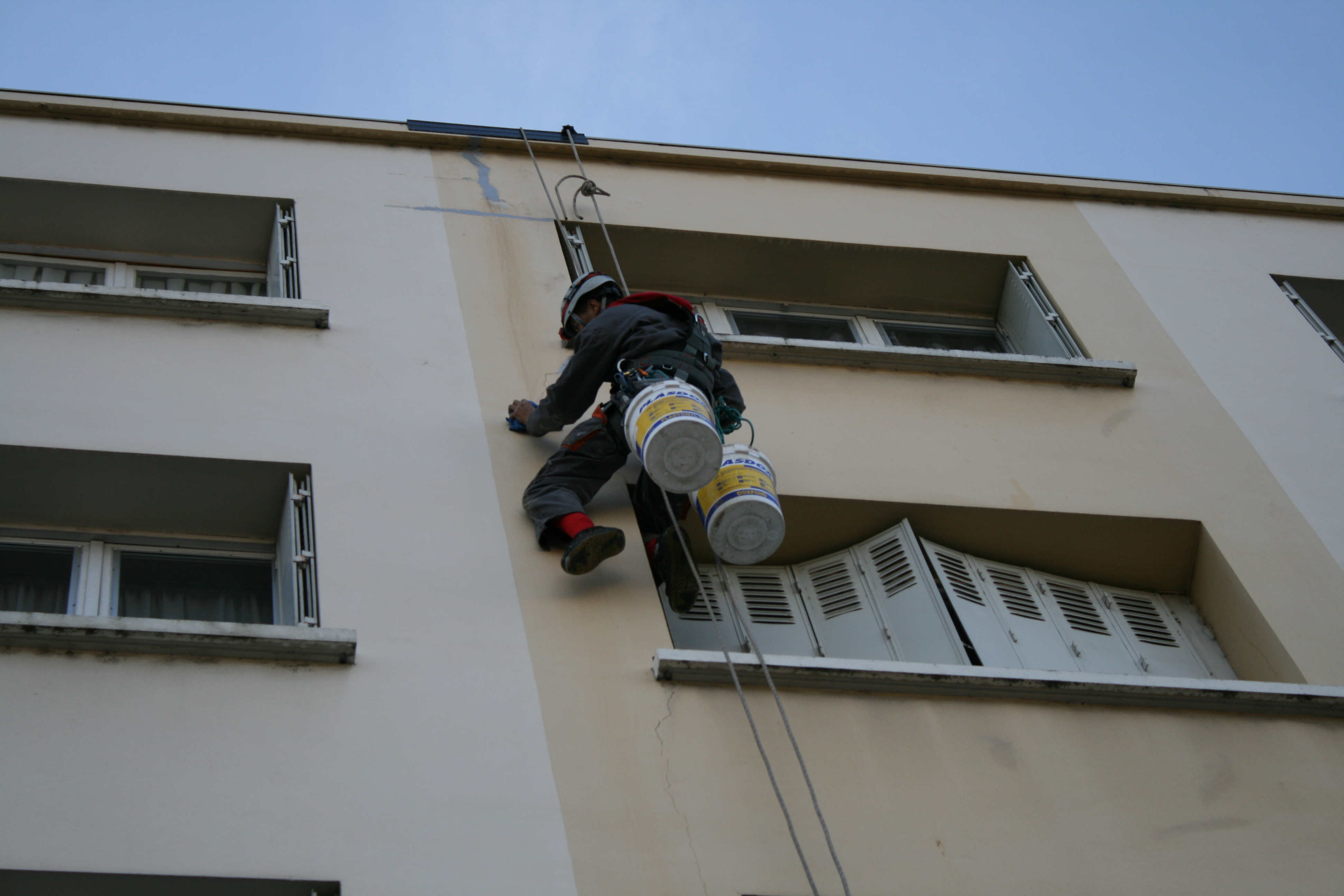
Cordiste

Un cordiste ou travailleur d'accès difficile est un travailleur qualifié aux techniques d'accès sur corde (de) pour réaliser des travaux en hauteur, d'accès difficile et sans utiliser d'échafaudage ni d'autre moyen d'élévation (type nacelle).
En anglais, l'activité professionnelle s’appelle en (en) rope access technician, qui est une spécialisation du métier de steeplejack (en), ce dernier incluant le travail sur échafaudage. En allemand, le métier se nome Seilarbeiter.
En France, les cordistes sont regroupés sous le code ROME I1501 (Intervention en grande hauteur). Ils ne bénéficient pas de conventions collectives et s'exposent à des conditions de travail dangereuses. La pénibilité du métier de cordiste et leur exposition à des risques particulièrement identifiés ne sont pas reconnues en France : les cordistes n'ont pas de prime de risques.

## Description

### En France
En France, les techniques d'accès et positionnement au poste de travail au moyen de cordes font l'objet d'une interdiction de principe, et sont soumises à des conditions strictes d'intervention.
L'activité professionnelle de cordiste, ou « travailleur des travaux temporaires en hauteur au moyen de cordes » (appellation en référence à un décret français de 2004) se caractérise par la conception, l'organisation et la réalisation d'un système d'accès par cordes (qui se doit d'être standardisé selon les normes ISO 22846-1 & ISO 22846-2) combiné à un système d'arrêt des chutes (qui se doit d'être standardisé selon la norme EN NF 363). 
L'élaboration de ces deux systèmes se fait par l'assemblage d’éléments métalliques et textiles de type « Équipement de protection individuelle » (EPI) de classe 3 (c'est-à-dire protégeant contre le risque mortel de chute) normalisés : corde normalisée EN 1891-A, dispositif d'ancrage normalisé EN 795-B, connecteur normalisé EN 362, etc.
L'objectif de la confection de ces équipements de travail est de pouvoir accéder à un poste de travail dans le but de réaliser une tâche (maçonnerie, peinture, lavage de vitre, étanchéité, etc.) en hauteur ; et ce, tout en protégeant en permanence les travailleurs contre le risque de chute.Les travaux temporaires en hauteur au moyen de cordes sont utilisés dans tous les domaines d'activité (industrie, bâtiment, travaux publics, événementiel, etc.).
En France, cette activité professionnelle n'est pas identifiée à ce jour par un code « APE » de la Nomenclature d'activités française spécifique, néanmoins elle est signalée parmi les activités principales exercées (code APE 4399 D) : « Autres travaux spécialisés de construction »,. En revanche, ce métier est identifié par le Pôle emploi dans le répertoire opérationnel des métiers et des emplois (ROME) sous diverses appellations tel que « cordiste nacelliste » ou « alpiniste du bâtiment ». Certains organismes publics comme France Compétences ou privés comme le Syndicat solidarité cordistes proposent une définition du terme cordiste.

## Savoir-faire et double compétence
Les savoir-faire des cordistes se dénotent particulièrement par la nécessité d'une double compétence indispensable : Compétence sur corde en matière de savoir et savoir-faire ainsi que la connaissance en prévention des risques professionnels par la maîtrise de l'exposition au risque de chute dans le but d'accéder et se maintenir à leur poste de travail ; compétence métier dans la tâche à réaliser en hauteur. Le cordiste doit adapter son ergonomie au poste de travail
Les cordistes sont généralement des ouvriers qualifiés polyvalent mais possèdent au moins une compétence métier. Ils peuvent être amenés à réaliser différentes tâches ; par exemple :
- Nettoyage de vitres, restauration de vitraux
- Installations de systèmes d'évacuation des fumées (fumisterie)
- Purges de façades et maçonnerie, peinture
- Zinguerie
- Pose de systèmes anti-volatiles (pics anti-pigeons)
- Nettoyage (silo, charpente…)
- Contrôle, expertise
- Mécanique, chaudronnerie
- Pose de bâches publicitaire
- Rigging accroche de systèmes de son et de lumière, spécifique au milieu du spectacle et de l’événementiel
- Forage d'ancrages en falaise
- Pose de filets anti-pierres et de maintien
- Débroussaillage, coupe d'arbres en falaises
- Réparation et entretien des ponts
- Installation de systèmes de protections collectives, (échafaudages, lignes de vie)
- Inspection de façades de bâtiments (LOI 122) RBQ
- Inspection et maintenance de bâtiments, d'ouvrages d'arts (barrages, usines, sites historiques...)
- Montage, inspections, entretiens de structures métalliques (Pylônes, éoliennes)

## Origines
L'une des premières entreprises spécialisée en bâtiment a été la CAN en 1977 ainsi que l'entreprise mise au point à Monaco par Steve Poliakovic, alpiniste et spécialiste en bâtiment et travaux publics, en 1985. Le terme « travaux acrobatiques » a été employé ici pour la première fois. Vu la hauteur de grands immeubles et la spécialisation de l'entreprise EMTA, elle a connu tout de suite un grand succès. Cette entreprise opère sur les immeubles, les parois rocheuses, les églises et monuments de la principauté. Depuis de nombreuses entreprises du même genre se sont créées. Le terme travaux acrobatiques est resté.
Les techniques de progression, les nœuds ainsi qu'une grande partie du matériel sont empruntés à la spéléologie et à l'alpinisme. 

## Cadre juridique
En France, ce métier était légiféré par le texte de janvier 1965 qui l’interdisait. Cependant, à la suite d'une directive européenne datant de 2001 et de par son application un décret, le décret 2004-924, abroge en partie le texte de 1965 : il maintient l'interdiction de principe, et donne un cadre strict pour l'exécution des travaux sur cordes. 
Le décret de 2004 ainsi que sa circulaire d'application de 2005 imposent pour la première fois l'usage de deux cordes comme deux systèmes indépendants : un système de maintien au travail et un système de sécurité (communément appelé par les cordistes "antichute").
Ce texte impose par ailleurs une formation aux techniques d'accès et de positionnement au moyen de cordes ainsi qu'aux secours sur cordes pour tout technicien désirant évoluer par ces techniques. En revanche, aucune obligation de certification n'est pour l'instant imposée pour les cordiste travaillant en France.
Il n'existe pas d'obligation de certification des entreprises ; toutefois, des labels tel Qualibat "Travaux d'accès difficile à la corde" (Certification métier numéro 1452) permettent de préciser certaines obligations pour les employeurs souhaitant faire valoir leur maîtrise de la sécurité et de la qualité.

### Plan général de coordination simplifié
Au regard de l'arrêté du 25 février 2003 pris pour l'application de l'article L. 235-6 du code du travail, les travaux en hauteur au moyen de cordes sont des opérations présentant des risques particuliers : conséquemment, ce sont des opérations de catégorie 3 en matière de coordination SPS ; opérations pour lesquelles la rédaction d'un plan général de coordination simplifié doit être obligatoirement établi.
Au regard du cadre juridique, le plan général de coordination SPS simplifié relatif à des opérations (ou intervention) de Travaux en hauteur au moyen de cordes doit obligatoirement contenir :
1. la notice des points d'ancrage des équipements de travail (systèmes d'accès, positionnement au poste de travail et protection contre les chutes) formalisant les consignes d'installation ;
2. les consignes d'utilisation des équipements de travail ;
3. le plan particulier de sécurité et de protection de la santé adapté aux opérations envisagées en précisant les procédures de sauvetage établies.

## Formation et certifications

### En France
En vertu de l'article R4323-89, alinéas 6 du Code du Travail, il n'existe qu'une obligation de formation. Il n'existe pas d'obligation de certification des cordistes, ni d'obligation de recyclage.
De nombreux centres de formation dispensent un apprentissage aux techniques d'utilisation des cordes (installation et utilisation des systèmes) et notamment aux techniques de secours d'une personne suspendu sur cordes. Certains centres se sont regroupés au sein du syndicat SYFFORHA créé le 8 septembre 2009.
Ces stages ont des durées allant de quatre semaines à plus de six mois. À l'issue du stage les élèves reçoivent une attestation de capacité de cordiste et peuvent par la suite passer des certifications attestant de la réussite de ces formations :
- CATC : Certification professionnelle Agent Technique Cordiste, qui est une certification reconnue par la Commission nationale des certifications professionnelles (CNCP) et enregistrée au Répertoire national des certifications professionnelles (RNCP) de niveau V. Le candidat au CATC doit constituer et rédiger un dossier qui rapporte son activité sur des chantiers et se présente ensuite à l'examen.
- CQP : Certificat de Qualification Professionnelle de technicien cordiste qui est un titre créé et délivré par les professionnels du bâtiment et des travaux publics. Ce certificat est sur trois niveaux : CQP1 (technicien cordiste), CQP2 (technicien cordiste professionnel), CQP3 (technicien en organisation de travaux sur cordes).

### A l'international
L'Association IRATA (Industrial Rope Access Trade Association) a mis en place un système de travail en hauteur au moyen de cordes validé par des certifications pour les entreprises, les centres de formations, les formateurs et pour les travailleurs.
- IRATA LEVEL 1
- IRATA LEVEL 2
- IRATA LEVEL 3 (Superviseur)
- IRATA LEVEL 3I (Instructor)
- IRATA  LEVEL Asseseur
- IRATA Certification entreprise
- IRATA certification centre de formation

Il est reconnu internationalement que ce système de certifications qui s'articulent entre elles met en œuvre un véritable dispositif de gestion des risques intégré dans  la maîtrise opérationnelle des Travaux en Hauteur au moyen de cordes.

## Accidents
Le 1er mars 2019, Cristal Union et son sous-traitant Carrard Services sont condamnés pour l'accident ayant impliqué quatre cordistes en mars 2012 et entrainé la mort d'Arthur Bertelli et Vincent Dequin, à 100 000 € d’amende chacun ; ils font appel, et voient leur peine allégée. 
La mort accidentelle de Quentin Zaraoui-Bruat, 21 ans, ensevelis sous des tonnes de sucre dans un silo du site agro-industriel de Cristanol (aujourd'hui Cristal Union), à Bazancourt, dans la Marne, le 21 juin 2017, a attiré l'attention sur les conditions de travail exceptionnellement difficiles et dangereuses des cordistes,,,. L'accident intervient quelques années seulement après les accidents mortels similaires sur le même site d'Arthur Bertelli et Vincent Dequin, 23 et 33 ans.  
Le 6 décembre 2019, l’entreprise ETH sous-traitante de Cristanol est déclarée coupable d’homicide involontaire au pénal et condamnée à une peine de 10 000 € d’amende avec sursis, et à verser des dommages et intérêts à 10 membres de la famille de Quentin Zaraoui-Bruat. Cristal Union n'était pas citée à comparaitre. Le 26 novembre 2020, le tribunal de Saint-Brieuc reconnait la « faute inexcusable » de l’entreprise ETH dans le décès du cordiste; les parents du jeune homme toucheront 30 000 € au titre de leur préjudice. ETH peut agir à l'encontre de Cristal Union devant un autre tribunal. 
Les entreprises Eiffage Construction Gard et Sud Acrobatic sont jugées en mai 2021, après la mort en 2018 d’un cordiste sur un chantier nîmois.
Selon l’association « Cordistes en colère », créée en décembre 2018, 21 cordistes (sur 8 500) sont morts entre 2006 et 2019 dans des accidents du travail. La plupart sont intérimaires et non sensibilisés aux risques de ce travail.